# Gruppo di NGC 825
Il Gruppo di NGC 825 comprende cinque galassie situate nelle costellazioni della Balena e dei Pesci.
La distanza media tra il centro di massa di questo gruppo e la nostra Via Lattea è di circa 151 milioni di anni luce (46,2 Mpc).

## Membri
Le cinque galassie componenti il gruppo, indicate nell'articolo di Garcia del 1993, sono:
| Nome     | Costellazione | Classificazione | Tipo                | RA (J2000.0)  | DEC (J2000.0) | Velocità radiale (km/s) | Magnitudine apparente | Distanza (Mpc) | Dimensioni (kal) |
| -------- | ------------- | --------------- | ------------------- | ------------- | ------------- | ----------------------- | --------------------- | -------------- | ---------------- |
| NGC 825  | Balena        | Sa              | Spirale             | 02h 08m 32.3s | 06° 19′ 25″   | 3398 ± 5                | 13,2                  | 46,1 ± 3,2     | 181              |
| IC 208   | Balena        | SAbc            | Spirale             | 02h 08m 27.7s | 06° 23′ 42″   | 3524 ± 29               | 13,4                  | 47,9 ± 3,4     | 75               |
| IC 1776  | Pesci         | SB(s)d          | Spirale barrata     | 02h 05m 15.2s | 06° 06′ 25″   | 3410 ± 5                | 13,3                  | 46,3 ± 3,3     | 106              |
| UGC 1646 | Balena        | SBbc            | Spirale barrata     | 02h 09m 04.6s | 05° 06′ 47″   | 3378 ± 2                | 13,67                 | 45,9 ± 3,2     | 90               |
| UGC 1649 | Balena        | SA(s)dm         | Spirale magellanica | 02h 09m 12.2s | 06° 36′ 03″   | 3303 ± 3                | 13,003 ± 0,0181       | 44,8 ± 3,2     | 80               |

- 1Nell'infrarosso vicino.

Il sito DeepskyLog permette di trovare agevolmente le costellazioni in cui si trovano le galassie; in alternativa si possono utilizzare le coordinate delle galassie per individuarle. Se non altrimenti indicato, le coordinate sono quelle fornite dal sito NASA/IPAC (National Aeronautics and Space Administration / Infrared Processing and Analysis Center).